# Foynes Flying Boat & Maritime Museum

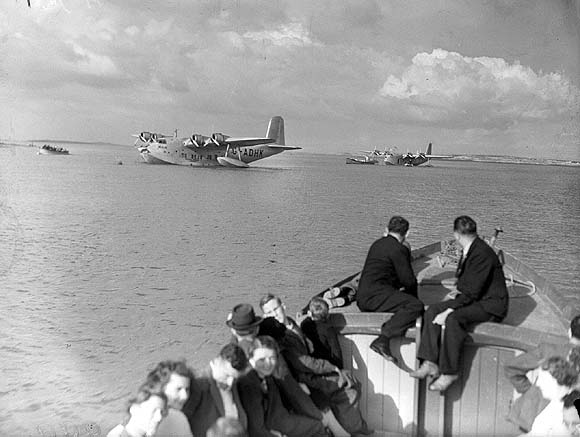
Vliegboten bij Foynes

Het Foynes Flying Boat & Maritime Museum is een luchtvaartmuseum aan de westkust van Ierland. In de jaren 30 en begin jaren 40 van de 20e eeuw was dit een belangrijke basis voor vliegboten die diensten onderhielden tussen Europa en Noord-Amerika. Het museum besteedt aan deze periode aandacht.

## Foynes vliegboot terminal
In de jaren 30 van de 20e eeuw waren landvliegtuigen niet in staat de grote afstand over de Atlantische Oceaan tussen Europa en Noord-Amerika te overbruggen. Er moest veel brandstof worden meegenomen en goede banen voor deze zware vliegtuigen om te landen en te starten ontbraken. Vliegboten boden een oplossing. Foynes lag aan de westkust en aan een estuarium waar de vliegboten veilig konden landen en starten. Vandaar konden ze de 2000 mijl (3200 kilometer) vliegen naar Botwood, Newfoundland. Hier werden ze bijgetankt en konden vervolgens de reis afmaken.
In 1933 had Charles Lindbergh, in opdracht van Pan American World Airways (PAA), de Ierse kust verkend en Foynes als geschikte locatie aangewezen. In 1935 werd een terminal geopend. De eerste trans-Atlantische vlucht vond plaats op 5 juli 1937 met een PAA vliegtuig van het type Sikorsky S-42. Later volgende ook vluchten van Imperial Airways, later opgegaan in BOAC met de Short S.23 Empire vliegboot en van American Export Airlines. PAA verving de Sikorsky vliegboot met de grotere Boeing 314 toen deze werd geleverd. Tijdens de Tweede Wereldoorlog gingen de diensten door, Portugal was ook neutraal en Lissabon bleef een belangrijke Europese bestemming.
De technische ontwikkeling tijdens de oorlogsjaren leidde tot veel grotere landvliegtuigen waardoor het gebruik van vliegboten overbodig werd. De terminal van Foynes werd in 1946 gesloten en het vliegverkeer verhuisde helemaal naar Shannon Airport. In 1942 werd Shannon Airport geopend nadat het terrein geschikt was gemaakt om een verharde landingsbaan aan te leggen.
De terminal werd vanaf 1954 gebruikt voor taalonderwijs, maar vanaf 1988 huurt het museum een deel van het gebouw.

## Collectie
Het museum beschikt over een uitgebreide collectie documenten en foto’s uit de periode 1937-1946. Deels buiten staat een replica, op ware schaal, van een Boeing 314 vliegboot van PAA. Er is verder nog een complete radio- en weerkamer uitgerust met apparatuur dat in de dagen werd gebruikt.
Een ander deel van het museum geeft een overzicht van de historie van de haven van Foynes.